# Качалин (хутор)
Кача́лин — хутор в Тацинском районе Ростовской области.
Входит в состав Верхнеобливского сельского поселения.
Население 342 человека.

## География

### Улицы
- ул. Мира,
- ул. Молодёжная,
- ул. Свободы,
- ул. Харченко,
- пер. Пионерский,
- пер. Пролетарский.

## История
Первыми поселенцами на дарованных за боевые заслуги в Северной войне землях капитану Кузьме Степановичу Качалину в первой четверти XVIII века самим Петром I были выходцы из Валахии, украинских земель Малороссии. В XIX веке Усть-Гниловский (Качалин) входил в состав 2-го Донского округа Донской области и по переписи 1859—1864 годов насчитывал 19 дворов, в которых проживало 90 мужчин и 69 женщин. В 50-х годах XIX века была построена церковь, при которой имелась начальная школа.
Переход к советской власти произошел здесь скачкообразно, но не бескровно. В хуторе образовался отряд красногвардейцев из числа вернувшихся с первой мировой войны солдат, получивших в окопах «большевистское образование». Организатором недовольных старым, прогнившим режимом стали братья Харченко, один из которых, Николай Васильевич, выходец из бедной семьи, с фронта вернулся офицером, кавалером Георгиевского креста, ордена Андрея Первозванного, имел красный бунчук за спасение офицера — члена царской фамилии. Ему были пожалованы звание дворянина, земли. Тем не менее, он всей душой стремился помочь хуторской бедноте защитить крестьян от произвола богатых.
Отряд во главе с Н. В. Харченко совершил дерзкую акцию: под станцией Жирново бойцы перегородили железную дорогу, чтобы остановить эшелон с красными. Оказалось, что в одном из вагонов ехал «первый красный офицер» К. Е. Ворошилов, который после переговоров с командиром отряда, его бойцами, приказал выделить значительное количество винтовок и боеприпасов. Так началось формирование Морозовско-Донецкой дивизии, первым командиром которой и был наш земляк — Николай Васильевич Харченко, избранный на этот пост казаками (позже погиб). Сегодня его имя носит центральная улица Качалина.
В годы гражданской войны по этим краям пронеслись «молодцы» Нестора Махно, расстреляв в назидание хуторянам «красных комиссаров» — учителей Волковых. В память об этом событии и этих людях народ переименовал Краснояровку вКраснокомиссаровку, так этот хутор называется и сегодня.
В 1928 году 12 дворов, принадлежащих беднякам-батракам, объединились в товарищество по совместной обработке земли (ТОЗ), назвав его «10 лет Октября». Немного земли тозовцы изъяли у местных кулаков, в артели вскоре появились первый трактор «Фордзон», паровая молотилка, приобрели несколько коров, лошадей. Первый шаг по пути коллективизации был сделан, а в 1930 году здесь уже был организован на базе этой же артели первый колхоз с сохранением названия, председателем стал местный хлебопашец Мирошниченко. Механизаторский корпус начал формироваться из первых трактористов, которыми стали Михаил Зайцев, братья Даниил и Иван Угроватовы, Зинаида Прохоренко, Авраам Гуров, Наум Бутов, Моисей Мандрыкин. В передовиках первых пятилеток ходили прицепщица Мария Валенюк, телятница Евгения Темченко и многие другие.
Колхоз после укрупнения в 1950-х годах был переименован в колхоз имени Ворошилова, в 1958 году хозяйство стало называться «Советская Россия».
В Великую Отечественную войну Качалин и окружающие его хутора разделили общую судьбу Родины. Были оккупированы с середины июля 1942 года по январь 1943 года. В конце декабря в окрестностях хутора (станица Скосырская, ок. 10 км к юго-западу) проходили тяжелые бои во время знаменитого «Тацинского рейда» 24-го танкового корпуса Баданова, получившего за эту операцию 26 декабря 1942 года наименование «2-й гвардейский Тацинский танковый корпус».

## Население
| 2010 |
| ---- |
| 300  |